# Фрам Рейкявик
Фрам Рейкявик е исландски футболен отбор от столицата Рейкявик. Основан е през 1908 г. и е един от най-успешните и титулувани футболни отбори в местния шампионат. Един от традиционните отбори в местното първенство.

## Успехи
- Исландска висша лига
  - Шампион (18): 1913, 1914, 1915, 1916, 1917, 1918, 1921, 1922, 1923, 1925, 1939, 1946, 1947, 1962, 1972, 1986, 1988, 1990
- Купа на Исландия
  - Носител (7): 1970, 1973, 1979, 1980, 1985, 1987, 1989